# Samaniego
Samaniego es una localidad y municipio español de la provincia de Álava, en la comunidad autónoma del País Vasco.
La capital de la comarca de la Rioja Alavesa, Laguardia, está 9 km en dirección este. La capital provincial, Vitoria, se sitúa a 45 km y la ciudad de Logroño, capital de La Rioja, está a 26 km.

## Geografía

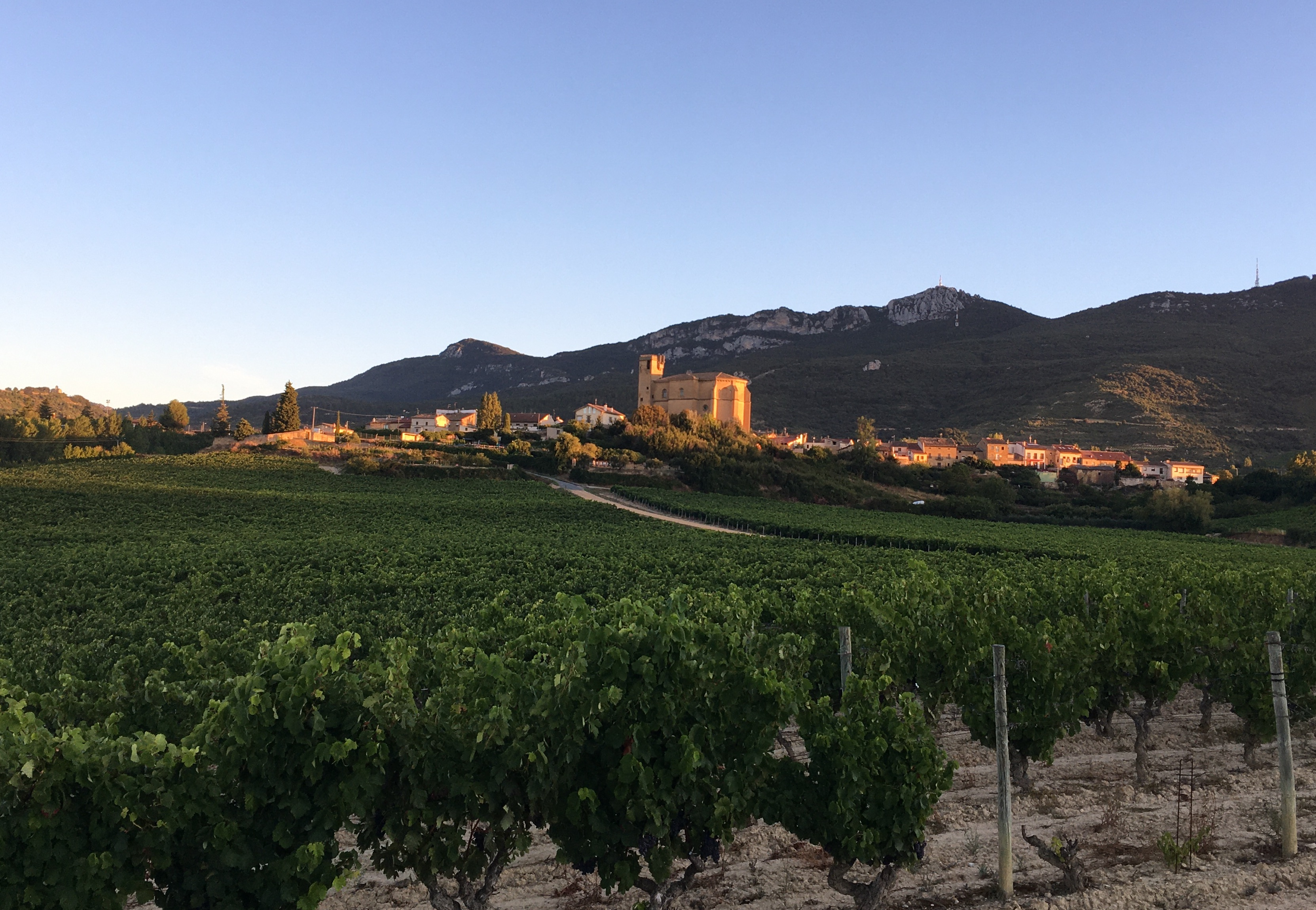
Samaniego

Está situado al sur de Álava, concretamente en la zona de Rioja Alavesa, caracterizada por el cultivo de viñedos y elaboración de vinos con denominación de origen calificada Rioja.
Tiene una superficie de 10,64 km² y en 2015 contaba con una población de 294 habitantes.
Forma parte del municipio el despoblado de Murriart.

## Historia
Samaniego perteneció a Laguardia como cabeza del llamado Tercio de Samaniego, integrado por Villabuena, Baños de Ebro, Elciego, Navaridas, Leza, Páganos y Berberana. Fue en 1668 cuando obtuvo el título de villa.
La importancia del pueblo radicó en su ubicación militar transfronteriza. Era la avanzada de las fortificaciones de la plaza fuerte de Laguardia en el extremo occidental en su frontera con la Sonsierra. De las murallas y los castillos de antaño solo queda hoy un torreón circular junto al que posteriormente se construyó el templo actual. Su posición transfronteriza atrajo a diversas familias de abolengo, de entre las que destacarían especialmente los Samaniego y los Fernández de Berrueco.

## Toponimia
(I) Según interpreta el M. R. P. Mro. Fr. Henrique Flórez: «19 Strabon nombra también à los Bardietas que ahora (dice) se llaman Bardyalos. (pág. 162.) Estos parecen los Vardulos presentes: pues los refiere comarcanos con los Berones, confinantes con los Cantabros Coniscos, los quales Berones tenían en el Ebro la ciudad de Varia: y confinando estos con los Bardyalos, pueden entenderse por ellos nuestros Vardulos que vivían sobre el Ebro».
En la traducción de Geographías Hyphégesis de Ptolomeo realizada en los títulos Fontes Hispaniae Antiquae por el catedrático D. Virgilio Bejarano, se citan las siguientes localizaciones en territorio várdulo: «... Gébala..., Gabálaica..., Tullonion..., Alba..., Segontia Parámica..., Trition Tubóricon..., Tabuca...». (Ptolomeo, Geographía Hyphégesis, II, 6, 65)».
Y en el desglose de lugares hecha por el académico D. Miguel Cortés: «Gebala... Estella [tomo III, p. 12]; Gebalaeca... Tafalla [t. III, p. 12]; Tullonium... Alegría, [t. III, p. 438]; Alba vardula... Ciordia [t. II, p. 120]; Segontia Paramica... (índice) Azcoiquia [¿Azcoitia?, t. III,  p. 532]; Tritium Tuboricum... Motrico [t. III, p. 434]; Thabuca... ¿Zubielqui?, ¿Tolosa? [t. III, p. 434]».
Ahora según el insigne filólogo Carolus Müllerus hallamos:
«Gebala y Gabalaeca, no constan referencias; Tullonium, Alegria; Alba,  Albaniz [Albeiz o Albéniz]; Segontia Paramica, sin localización; Tritium Tubicorum, según algunos, Motrico; Thabuca, sitio incierto». (Ptol. II, VI, 65, pp. 188-189).
En la antigüedad Albania Oriental limitaba con Iberia Oriental, ambas regiones o países fueron citados por los clásicos (Estrabón, Plinio...) en el Cáucaso. Albania ocupaba parte de la actual República de Azerbaiyán, y en azerí o azerbaiyano el término saman se traduce en paja, iego ha de ser un sufijo de relación (como labr-iego, mujer-iego, palac-iego...); es decir Samaniego vendría a decir Pajares y la raíz de su etimología podría originarse en las lenguas túrkicas, que habrían dejado su impronta en los asentamientos sacas o escitas entre Armenia y Azerbaiyán; una de sus ciudades era Shaky. 
Otro término de origen túrkico que quizá tenga relación sería at, caballo (azerí, kazajo, turkmeno, tártaro...), y de él  en el mismo idioma (azerí) at baitar, veterinario de caballos. En el Diccionario en línea de la RAE: «albéitar... Del ár. hisp. Albáy.tar, este del ár. clás. bay.tar o bay.tār, y este del gr. ἱππίατρος hippíatros. 1. m. cult. Veterinario...». Así atondar tendría relación ecuestre con la raíz at, y una muestra nos la vuelve a dar nuestra ilustre consultada RAE: «Atondar 1. tr. Equit. Dicho de un jinete: Estimular con las piernas al caballo». O en el también muy consultado DEJ panhispánico (en línea): «atondo 1. Hist. Atuendo o equipo de guerra, consistente en bienes muebles de uso personal y especialmente referidos al equipo de guerra (armas y arreos de caballos) en el que se suele unificar el conjunto de bienes masculinos reservados al esposo». Atondo se recoge también en un topónimo de Navarra.
De vuelta a los várdulos y a sus poblaciones, tenemos a Gabalaeca, Alba y Tritium Tubóricon (Tubicorum, y otras designaciones más de su compuesto en códices), que nos acercan a Albania; y en el albanés actual se halla: bardh, blanco con posibilidades de traer de él a los baryetas (várdulos) y a las famosas Bárdenas Reales navarro-aragonesas. Gabalaeca, Alba y Tritium Tubóricon se acercan a los topónimos Cabalaca (Plinio la nombra en Albania Oriental), la propia Albania y, quizá con menos convicción, a la etnia tibarenes, nombrada también por Plinio en la región de Temiscyra. Se dan tres Tritium en Hispania, y de ellas dice la autoridad del Sr. Cortés: «(11) Tolomeo en los berones Tritium Megale. Tritio la Grande. Otro Tritio había en los bardulos, por sobrenombre Tuborico, hoy Motrico; y otro en los autrigones, hoy Rodilla. Este Tritio es hoy Trejo [Tricio], junto a Nájera. En muchos códices se halla escrito Aritio. Perez anotó Trittium mettallicum apud Ptolom».. Tritos, τρίτος significa tercero en griego, lo que podría determinar en una tercera tribu de los várdulos, dado que todas las Tritium se nombran entre Burgos, La Rioja y Navarra. Otro dato a  añadir es la etnia de los tiburos a la que Ptolomeo les atribuye la antigua Nemetóbriga, y de los que a criterio de C. Müller, quizá en vez de Τειβούρων (teiburon o tiburos) habrían de denominarse «Τριβούρων [Triburon], cuyo nombre antiguo pervive en el pueblo de Tribes [Puebla de Trives]».
Mithrídates VI del Ponto mantuvo contactos con Sertorio, y Pompeyo tuvo como enemigos a ambos, a Sertorio en Hispania y a Mithrídates en la costa del Mar Negro y el Cáucaso ibero-albanés. Según Estrabón: «[Los albanos caucásicos] Dirigen un ejército más grande que el de los íberos [caucásicos]. Porque armaron sesenta mil hombres de a pie y veintidós mil de a caballo cuando lucharon contra Pompeyo». (Estr., Geogr. XI, cap. IV, p. 502).
Posibles referencias históricas a la etimología del topónimo. En el Diccionario de D. Pascual Madoz se mencionan cuatro torreones de un castillo antiguo desconocido, el linaje relevante de la población y el de sus apellidos Samaniego. (II)
De (I) a (II) datos del ensayo Vástagos de Hércules I (pendiente de edición).

## Demografía
Samaniego cuenta con una población de 290 habitantes (INE 2024).
| Gráfica de evolución demográfica de Samaniego entre 1842 y 2021                                                     |
| |
| Población de derecho según los censos de población del INE Población de hecho según los censos de población del INE |

### Gráfico de población 1988-2008
| Gráfica de evolución demográfica de Samaniego entre 1988 y 2008 |
|                                                                 |

## Administración y política
| Partido político                                              | 2023  | 2023       | 2019  | 2019       | 2015  | 2015       | 2011  | 2011       | 2007  | 2007       | 2003        | 2003        | 1999  | 1999       | 1995  | 1995       | 1991  | 1991       |
| Partido político                                              | %     | Concejales | %     | Concejales | %     | Concejales | %     | Concejales | %     | Concejales | %           | Concejales  | %     | Concejales | %     | Concejales | %     | Concejales |
| Euskal Herria Bildu (EH Bildu)-Bildu                          | 59,32 | 4          | 33,85 | 3          | 35,23 | 3          | —     | —          | —     | —          | —           | —           | —     | —          | —     | —          | —     | —          |
| Euzko Alderdi Jeltzalea-Partido Nacionalista Vasco (EAJ-PNV)  | 37,29 | 3          | 44,10 | 3          | 41,97 | 3          | 57,92 | 5          | 61,31 | 5          | 70,35       | 5           | 44,83 | 4          | 47,72 | 4          | 44,09 | 3          |
| Partido Popular del País Vasco (PP)                           | 0,56  | 0          | 1,03  | 0          | 1,04  | 0          | 2,19  | 0          | 4,76  | 0          | 2,91        | 0           | 0,49  | 0          | —     | —          | —     | —          |
| Partido Socialista de Euskadi-Euskadiko Ezkerra (PSE-EE PSOE) | —     | —          | 18,97 | 1          | 20,21 | 1          | 31,69 | 2          | 27,38 | 2          | 24,42       | 2           | 25,62 | 2          | 20,81 | 1          | 24,19 | 2          |
| Ezker Batua-Berdeak (EB-B)                                    | —     | —          | —     | —          | —     | —          | —     | —          | 1,19  | 0          | —           | —           | 7,88  | 0          | 11,17 | 1          | 13,44 | 1          |
| Euskal Herritarrok (EH)-Herri Batasuna (HB)                   | —     | —          | —     | —          | —     | —          | —     | —          | —     | —          | Ilegalizado | Ilegalizado | 20,69 | 1          | 16,75 | 1          | 17,20 | 1          |
| Unidad Alavesa (UA)                                           | —     | —          | —     | —          | —     | —          | —     | —          | —     | —          | 0,58        | 0           | —     | —          | 1,52  | 0          | —     | —          |

## Cultura

### Patrimonio
Ermita de La virgen del Valle
Edificada en las afueras del pueblo, el edificio actual, rectangular y muy sencillo, se construyó a finales del siglo XVII, concluyéndose sus obras en 1691.
De forma rectangular y de apariencia sencilla, tiene tres retablos, dos de ellos del Barroco decadente, así como una representación de la Virgen del Valle de principios del siglo XVII.
Ermita del Cristo
La Iglesia del Cristo estaba edificada en la parte superior de la montaña hasta que la derribaron en 1731. Entre 1755 y 1764 se restauró en las Estribaciones de la Cordillera de Cantabria, a unos dos kilómetros de la localidad. Edificada de manera sencilla, es de forma rectangular y en el exterior luce una pequeña espadaña con campana.
Destaca el retablo y su relieve del ático representando la Piedad, de fines del siglo XVI o principios del XVII. En 1978 le prendieron fuego y se reedificó de nuevo en 1993. En la sacristía se conservan unas sacras con marcos estilo imperio.
En su interior alberga un refugio con plaza para 12 personas. Según la tradición, al portar la imagen de Cristo en procesión hacia el pueblo, se reaparecía milagrosamente.
Iglesia de Nuestra señora de la Asunción
La iglesia de Nuestra Señora de la Asunción data de la segunda mitad del siglo XVI. Con planta de cruz latina, de una sola bóveda estrellada y con dos tramos de dimensiones desiguales, crucero y cabecera, donde hay singulares pinturas.
Construida junto a la antigua fortificación, se adosa al único torreón que subsiste y por este motivo el coro, último tramo del templo, es más estrecho.
Destaca el retablo mayor de estilo churrigueresco y especialmente escenográfico, cuyas trazas son de José de Mendieta y Joaquín de Zuazola. Muchas de las esculturas pertenecen a Francisco del Ribero.  Consta de grandes columnas salomónicas trepadas de parra, guirnaldas y una rica decoración de motivos vegetales.

### Fiestas y eventos
Pentecostés se celebra el lunes de Pentecostés, por lo cual no tiene fecha fija, ya que depende de las fechas de Semana Santa. El día de Pentecostés se sube de romería a una ermita que está en las faldas de la sierra Cantabria, conocida popularmente como «La ermita del Cristo», donde se celebra una misa, y posteriormente se hace una comida popular.
Nuestra Señora del Valle son siempre del 7 al 11 de septiembre y son en honor a la Virgen del Valle que está en una ermita en la cual se hace una novena que precede a las fiestas.
El día de la Virgen es el 8 de septiembre. Al comienzo de estas fiestas se sube un burro, fabricado en poliuretano, a la torre de la iglesia y está allí colgado hasta finalizar las fiestas.
El Judas se celebra el Domingo de Resurrección. Previamente se hace un concurso de Judas (muñeco hecho de paja, que representa a Judas Iscariote). El ganador es colgado en un palo de chopo de unos 15 metros de altura y se le celebra un juicio culpándole de todos los males ocurridos en el año en el pueblo. Al final es condenado culpable y es quemado en la puerta de la iglesia.
Las Mañas se celebra el día 7 de diciembre y consiste en que los chavales del pueblo vayan quemando sus mañas (haces de espliego) recorriendo el pueblo y espantando los malos espíritus. Al final todos se congregan alrededor de una gran hoguera y se degusta chorizo y vino de la localidad.

### Gastronomía
Es la propia de la Rioja Alavesa, con platos típicos de la zona como las patatas con chorizo, las chuletillas asadas en sarmiento, las habas, los caracoles, etc, todo ello regado del buen vino de la zona.
Existen también determinadas costumbres gastronómicas como la elaboración de rosquillas en Semana Santa, la tortilla de chorizo en Santa Águeda, caracoles en San Prudencio o los hojaldres en San Blas. Samaniego ha rendido a lo largo de su historia un gran culto al cuto.